# Teddy Pons
Pour les articles homonymes, voir Pons.
Teddy Pons, né le 15 novembre 1982 à Nice, est un pilote français professionnel de motomarine (jet-ski)

## Palmarès
- 2002 : vainqueur du jet indoor de Bercy
- Champion de France 
  -     - 3 fois Champion de France Vitesse Run F1
- Champion d'Europe 
  -     - 3 fois vice-champion d’Europe Run F1

2007
    - Vice-champion d’Europe ESJBA/Runabout GP
- Champion du monde
  - 2006
    - Champion du Monde indoor

2009
    - Champion du Monde slalom
    - Champion du Monde vitesse

2011, 2016, 2017
    - Champion du monde karujet